# Lisa Randall

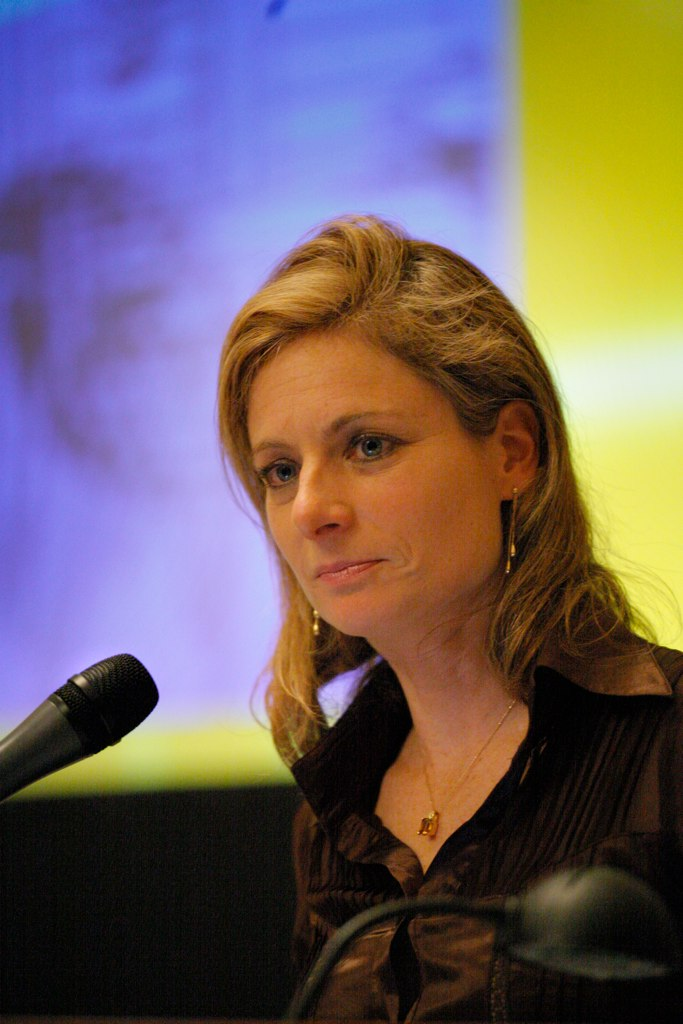
Lisa Randall in 2006

Lisa Randall (New York, 18 juni 1962) is een Amerikaans theoretisch natuurkundige, verbonden aan de Harvard-universiteit in Cambridge, Massachusetts. Ze is een vooraanstaand deskundige op het gebied van deeltjesfysica, snaartheorie en kosmologie. 

## Leven
Al op de middelbare school gaf Randall blijk van een bovengemiddeld talent voor wiskunde. In 1980 haalde ze haar diploma aan de Stuyvesant High School in New York, gespecialiseerd in wiskunde en wetenschap. Daarna studeerde ze aan verschillende prestigieuze universiteiten als Harvard, Berkeley, Princeton en het Massachusetts Institute of Technology (MIT). In 1998 aanvaardde ze als eerste vrouw in de geschiedenis van die universiteit een leerstoel theoretische natuurkunde op Princeton, waar ze tot 2000 college gaf. In juli 2001 werd ze hoogleraar theoretische natuurkunde op Harvard.
Randall is lid van de American Academy of Arts and Sciences en de American Physical Society. In 2007 stond zij in Time Magazine op de lijst van 100 invloedrijkste personen (de Time 100) in de categorie 'Wetenschappers & Denkers'.

## Werk
Randall houdt zich bezig met deeltjesfysica en kosmologie aan de Harvard-universiteit, waar zij hoogleraar theoretische natuurkunde is. Haar onderzoek richt zich op elementaire deeltjes en de fundamentele natuurkrachten. Ze werkt aan de verdere ontwikkeling van de verschillende modellen van de snaartheorie die tot een verklaring moeten leiden van de structuur van het universum. De door haar uitgewerkte snaartheorie voegt ze samen met relativiteit, kwantummechanica en zwaartekracht tot een revolutionair model van naast elkaar gelegen en met elkaar verweven multiversums.
Haar belangrijkste werk tot nu toe is het Randall-Sundrummodel, dat zij in 1999 samen met Raman Sundrum publiceerde. Het is een alternatieve theorie over de oorsprong van de zwaartekracht. Volgens deze theorie is de zwaartekracht mogelijk een kracht op een andere braan dan die van ons. Deze andere braan zou dan van de onze gescheiden zijn door een vijfdimensionale ruimte-tijd.
Eerder heeft Randall gewerkt aan onder andere supersymmetrie, onderzoek naar deeltjes van het standaardmodel, kosmische inflatie, baryogenese en de algemene relativiteitstheorie. Zoals gebruikelijk in deze tak van de natuurkunde, is haar werk nog nooit bewezen door experimenten.
In 2005 verscheen van haar een populairwetenschappelijk boek, Warped Passages: Unraveling the Mysteries of the Universe's Hidden Dimensions, in het Nederlands vertaald als De verborgen dimensies van ons heelal.

## Boeken
- Dark Matter and the Dinosaurs: The Astounding Interconnectedness of the Universe (in het Nederlands vertaald als Donkere materie en de dinosaurussen ISBN 978-90-57124-74-7)
- Warped Passages: Unraveling the Mysteries of the Universe's Hidden Dimension  ISBN 978-0-06-053108-9, 2005 (in het Nederlands vertaald als De verborgen dimensies van ons heelal ISBN 978-90-71206-77-1)
- Knocking on Heaven's Door: How Physics and Scientific thinking illuminate the Universe and the modern World ISBN 9781847920690, 2011
- Higgs Discovery: The Power of Empty Space, ECCO Press at HarperCollins, July 2012.